# Cândido Rubens Padín
Cândido Rubens Padín OSB (* 5. September 1915 in São Carlos, Brasilien; † 25. Januar 2008 in São Paulo, Brasilien) war ein römisch-katholischer Geistlicher und Bischof von Lorena und Bauru.

## Leben
Cândido Rubens Padín studierte Theologie und Philosophie und wurde 1942 in Philosophie promoviert. Er trat 1943 der Ordensgemeinschaft der Benediktiner bei und empfing am 15. September 1946 die Priesterweihe. Nach einem Studium der Rechtswissenschaften war er später Professor für Recht und Dekan der rechtswissenschaftlichen Fakultät der Universität von São Paulo. Er gründete die Juventude Universitária Católica (JUC). Er engagierte sich gegen Unrecht und für Menschenrechte.
Am 25. Juni 1962 wurde er von Papst Johannes XXIII. zum Titularbischof von Tremithus und zum Weihbischof im Erzbistum São Sebastião do Rio de Janeiro ernannt. Die Bischofsweihe spendete ihm der Erzbischof von Rio de Janeiro, Jaime Kardinal de Barros Câmara, am 5. August desselben Jahres. Mitkonsekratoren waren der Bischof von Nova Friburgo, Clemente José Carlos de Gouvea Isnard OSB, und der Bischof von Sorocaba, José Carlos de Aguirre.
Ab der zweiten Sitzungsperiode nahm er als Konzilsvater am Zweiten Vatikanischen Konzil teil, ebenso an den Generalversammlungen des lateinamerikanischen Episkopates in Medellín (1968) und in Puebla (1979).
Am 3. Januar 1966 ernannte ihn Papst Paul VI. zum Bischof von Lorena und am 27. April 1970 zum zweiten Bischof des Bistums Bauru.
Am 4. September 1990 nahm Papst Johannes Paul II. seinen altersbedingten Rücktritt an. Er starb im Benediktinerkloster in São Paulo.